# 쾨페트다그 스타디움
쾨페트다그 스타디움(투르크멘어: Aşgabat stadiony)은 투르크메니스탄 아시가바트에 있는 다목적 경기장이다.